# Henrietta Antonia Herbert
Lady Henrietta Antonia Herbert, contessa di Powis (Bromfield, 3 settembre 1758 – 3 giugno 1830), è stata una botanica inglese.

## Biografia
Nacque a Oakley Park, Henrietta era la figlia di Henry Herbert, I conte di Powis, e di sua moglie, Barbara Herbert, nipote di William Herbert, II marchese di Powis. La sua famiglia possedeva una proprietà a Londra e proprietà significative in Galles e nello Shropshire. La sua casa natale fu venduta a Robert Clive, I barone Clive, nel 1771, così Henrietta trascorse la sua adolescenza nella casa ancestrale della famiglia, il castello di Powis.

## Matrimonio
Sposò, il 7 maggio 1784 a Londra, Edward Clive, I conte di Powis (7 marzo 1754–16 maggio 1839), figlio di Robert Clive, I barone Clive. Il matrimonio è stato vantaggioso per entrambe le famiglie, la famiglia della sposa aveva un nome prestigioso, ma era piena di debiti, mentre lo sposo aveva accumulato ricchezze durante le campagne militari in India. Ebbero quattro figli:
- Edward Herbert, II conte di Powis (22 marzo 1785-17 gennaio 1848);
- Lady Charlotte Florentia Clive (12 settembre 1787-27 luglio 1866), sposò Hugh Percy, III duca di Northumberland, non ebbero figli;
- Lady Henrietta Antonia Clive (?-22 dicembre 1835), sposò Sir Watkins Williams-Wynn, V Baronetto, ebbero tre figli;
- Robert Henry Clive (15 gennaio 1789-20 gennaio 1854), sposò Harriet Windsor, baronessa Windsor, ebbero nove figli.

Lady Clive ereditò i possedimenti di famiglia dopo la morte di suo fratello, nel 1801, quando la contea si estinse. Tre anni più tardi, è stato ripreso in favore del marito, facendola contessa di Powis.

## Botanica
Nel 1798, suo marito è stato nominato governatore di Madras. Lady Clive lo seguì in India, dove iniziò la raccolta di rocce e minerali, diventando la prima donna aristocratica esercitare tale hobby. Mentre la sua collezione cresceva, Lady Clive contattò importanti collezionisti e commercianti di minerali, come James Sowerby, John MacCulloch e la contessa di Aylesford. Nel 1817 organizzò la sua collezione in due cataloghi.
Un quarto della collezione originale è oggi conservato presso il Museo Nazionale del Galles come uno delle più importanti collezioni minerali, essendo stato donato dal suo pronipote, George Herbert, IV conte di Powis, nel 1929.
Al suo arrivo in India, Lady Powis creò anche un giardino e tenne un registro delle piante nell'area di Mysore.
I diari di Lady Clive sono uno dei primi resoconti scritti dell'India da una donna britannica. Pubblicati nella raccolta del 2010 Birds of Passage: Henrietta Clive's Travels in South India 1798-1801, sono stati un'importante pietra miliare nell'emergere delle scrittrici di viaggi e nella loro ascesa al livello delle loro controparti maschili.

## Morte
La contessa di Powis morì a Walcot Hall nel 1830, all'età di 71 anni, e fu sepolta nella chiesa parrocchiale di Bromfield

## Ascendenza
|                                 |                                       |                                      | Genitori                                       |  |  | Nonni |  |  | Bisnonni        |  |  | Trisnonni       |  |
|                                 |                                       |                                      |                                                |  |  |       |  |  | Richard Herbert |  |  | Francis Herbert |  |
|                                 |                                       |                                      |                                                |  |  |       |  |  | Richard Herbert |  |  | Francis Herbert |  |
|                                 |                                       | Abigail Garton                       |                                                |  |  |       |  |  | Richard Herbert |  |  |                 |  |
| Francis Herbert                 |                                       |                                      |                                                |  |  |       |  |  | Richard Herbert |  |  |                 |  |
|                                 |                                       | Hon. Florentia Herbert               | Richard Herbert, II barone Herbert di Chirbury |  |  |       |  |  |                 |  |  |                 |  |
|                                 |                                       | Hon. Florentia Herbert               | Richard Herbert, II barone Herbert di Chirbury |  |  |       |  |  |                 |  |  |                 |  |
|                                 |                                       | Hon. Florentia Herbert               | Lady Mary Egerton                              |  |  |       |  |  |                 |  |  |                 |  |
| Henry Herbert, I conte di Powis |                                       | Hon. Florentia Herbert               |                                                |  |  |       |  |  |                 |  |  |                 |  |
|                                 |                                       | John Oldbury                         | …                                              |  |  |       |  |  |                 |  |  |                 |  |
|                                 |                                       | John Oldbury                         | …                                              |  |  |       |  |  |                 |  |  |                 |  |
|                                 |                                       | John Oldbury                         | …                                              |  |  |       |  |  |                 |  |  |                 |  |
| Dorothy Oldbury                 |                                       | John Oldbury                         |                                                |  |  |       |  |  |                 |  |  |                 |  |
|                                 |                                       | …                                    | …                                              |  |  |       |  |  |                 |  |  |                 |  |
|                                 |                                       | …                                    | …                                              |  |  |       |  |  |                 |  |  |                 |  |
|                                 |                                       | …                                    | …                                              |  |  |       |  |  |                 |  |  |                 |  |
| Lady Henrietta Antonia Herbert  |                                       | …                                    |                                                |  |  |       |  |  |                 |  |  |                 |  |
|                                 | William Herbert, II marchese di Powis | William Herbert, I marchese di Powis |                                                |  |  |       |  |  |                 |  |  |                 |  |
|                                 | William Herbert, II marchese di Powis | William Herbert, I marchese di Powis |                                                |  |  |       |  |  |                 |  |  |                 |  |
|                                 | William Herbert, II marchese di Powis | Lady Elizabeth Somerset              |                                                |  |  |       |  |  |                 |  |  |                 |  |
| Lord Edward Herbert             | William Herbert, II marchese di Powis |                                      |                                                |  |  |       |  |  |                 |  |  |                 |  |
|                                 |                                       | Mary Preston                         | Sir Thomas Preston, III baronetto              |  |  |       |  |  |                 |  |  |                 |  |
|                                 |                                       | Mary Preston                         | Sir Thomas Preston, III baronetto              |  |  |       |  |  |                 |  |  |                 |  |
|                                 |                                       | Mary Preston                         | Hon. Mary Molyneux                             |  |  |       |  |  |                 |  |  |                 |  |
| Barbara Herbert                 |                                       | Mary Preston                         |                                                |  |  |       |  |  |                 |  |  |                 |  |
|                                 |                                       | James Waldegrave, I conte Waldegrave | Henry Waldegrave, I barone di Chewton          |  |  |       |  |  |                 |  |  |                 |  |
|                                 |                                       | James Waldegrave, I conte Waldegrave | Henry Waldegrave, I barone di Chewton          |  |  |       |  |  |                 |  |  |                 |  |
|                                 |                                       | James Waldegrave, I conte Waldegrave | Lady Henrietta FitzJames                       |  |  |       |  |  |                 |  |  |                 |  |
| Lady Henrietta Waldegrave       |                                       | James Waldegrave, I conte Waldegrave |                                                |  |  |       |  |  |                 |  |  |                 |  |
|                                 |                                       | Mary Webbe                           | Sir John Webbe, III baronetto                  |  |  |       |  |  |                 |  |  |                 |  |
|                                 |                                       | Mary Webbe                           | Sir John Webbe, III baronetto                  |  |  |       |  |  |                 |  |  |                 |  |
|                                 |                                       | Mary Webbe                           | Barbara Belasyse                               |  |  |       |  |  |                 |  |  |                 |  |
|                                 |                                       | Mary Webbe                           |                                                |  |  |       |  |  |                 |  |  |                 |  |